# 朱枫公路
朱枫公路，是位于上海市的一条省级公路，被编为上海省道225。该道路北至青浦区朱家角镇沪青平公路，南至金山区枫泾镇亭枫公路，经过金山区、青浦区等行政区，全长27.7公里，以起讫地简称和首字得名。
为国防要求，原上海市公路管理处于1971年至1973年间分段建成该朱枫公路北段，1973年8月竣工。因工程质量原因，青浦县公路管理所曾组织北段返工。该道路南段1983年底开工，1986年9月竣工。建设标准为三级公路。
建成后，青浦县人大副主任李训义向上海市人民代表大会反应，自该道路建成通车以来，车流量翻了十倍以上，而道路太过狭窄，事故不断，仅练塘段在1993年就发生交通事故30多起，死伤20余人，严重危害安全，甚至影响了上海市的蔬菜供应，呼吁拓宽该道路；练塘镇、原沈巷镇、原小蒸镇的县人大代表小组则联名要求朱枫公路改道；之后，道路进行了一期改道工程，1998年完工。2012年8月，四期改造工程完工。

## 主要交会道路（北向南）
- 沪青平公路接珠溪路
- 沪渝高速
- 沈砖公路
- 松蒸公路
- 申嘉湖高速
- 叶新公路
- 亭枫公路

## 轨道交通
- 沪青平公路口：17朱家角站
- 沪渝高速口：示范区朱家角南站